# Diopside
Le diopside est une espèce minérale du groupe des silicates, du sous-groupe des inosilicates et de la famille des clinopyroxènes. Sa formule est CaMgSi2O6. Ses cristaux peuvent être de grande taille et atteindre 50 cm. C'est une espèce polymorphe, difficile à identifier visuellement. Ce trait lui vaut une grande quantité de synonymes (voir « Synonymie » ci-après).

## Inventeur et étymologie
Le diopside a été décrit en 1800 par le minéralogiste brésilien José Bonifácio de Andrada e Silva. Son nom vient du grec di, « deux », et opsis, « vue », en raison de l'antihémiédrie des cristaux.

## Topotype
- Roch Neir, Alpe della Mussa, Piano della Mussa, Valle d'Ala, Turin, Piémont, Italie

## Cristallographie
- Paramètres de la maille conventionnelle : {\displaystyle a} = 9,761 Å, {\displaystyle b} = 8,926 Å, {\displaystyle c} = 5,258 Å ; Z = 4 ; V = 440,80 Å3
- Densité calculée = 3,26 g cm−3

## Cristallochimie
- Le diopside forme deux séries, l'une avec l'hédenbergite, l'autre avec la johannsénite.
- Le diopside fait partie de la famille des clinopyroxènes calciques.

### Clinopyroxènes calciques
- Diopside CaMgSi2O6 ; C 2/c 2/m
- Hédenbergite CaFeSi2O6 ; C 2/c 2/m
- Augite (Ca,Na)(Mg,Fe, Al,Ti)(Si,Al)2O6 ; C 2/c 2/m
- Johannsénite CaMnSi2O6 ; C 2/c 2/m
- Petedunnite Ca(Zn,Mn, Fe,Mg)Si2O6 ; C 2/c 2/m
- Essenéite (en) CaFeAlSiO6 ; C 2/c 2/m
- Davisite Ca(Sc,Ti, Mg,Ti)AlSiO6 ; C 2/c 2/m

## Gîtologie
- Dans les roches basiques et ultrabasiques intrusives (pyroxénites, péridotites, gabbros, diabases).
- Dans des calcaires et dolomies métamorphisés par contact.
- Dans certaines météorites.

### Minéraux associés
Calcite, chondrodite, clinohumite, forstérite, grossulaire, monticellite, quartz, scapolite, trémolite, vésuvianite, wollastonite.

## Synonymie
- Acantoide (f.)[4]. Nom donné à une forme aciculaire de diopside de Monte Somma (éruption de 1831).
- Alalite[5]. Diopside décrit par le minéralogiste Bonvoisin alors en poste à Turin. Le nom dérive du topotype, le val d'Ala.
- Coccolithe, ou cocolithe (d'Andrada)[6], déformation du terme Kokkolith.
- Dekalbite (F.R. Van Horn, 1926)[7]. Le nom vient de la ville de De Kalb, New York où les spécimens ont été trouvés.
- Fassaïte : confusion souvent rencontrée au XIXe siècle entre diopside et fassaïte qui est le nom d'une variété d'augite[8].
- Kokkolith (Werner) : littéralement « Pierre à noyau »[9].
- Leucaugite[10].
- Maclurite (Nuttal)[11].
- Malacolite (Abildgaard 1800)[12].
- Mussite (Bonvoisin)[13]. Nom donné par le Minéralogiste Bonvoison à un diopside trouve à La-Balme-de-Mussa, dans le département du Pô, alors rattaché à l'Empire Français (1806).
- Prothéite (f.) (Ure)[14].
- Pyrgome (Werner)[15].
- Pyroxène blanc[16].
- Pyroxène granuliforme (Haüy)[17].
- Pyroxène gris verdâtre (Haüy)[18].
- Sahlite (salite, salaïte) : le nom vient de la mine d'argent de Sahla en Suède[19].

## Variétés
- Baïkalite : variété de diopside riche en fer de couleur sombre. Le nom vient du lac Baïkal (mine de Slyudyanka, Lac Baïkal, Irkutskaya Oblast, Transbaikalia, Sibérie en   Russie) topotype de cette variété[20].
- Fedorovite ou Fedorowite (Carlo Fernando Maria Viola, 1899) : variété de diopside contenant des quantités nettes de fer et de sodium. L'étymologie est liée au patronyme du dédicataire le géologue Evgraf Stepanovich Fedorov. Elle est connue sur un seul gisement : Monti Ernici, Province de Rome, Latium, en Italie[21].
- Chromo-diopside : variété chromifère, verte, souvent gemme de formule (Ca,Cr)MgSi2O6. Cette variété est très largement répandue dans le monde. On la trouve en France à l'Etang de Lherz dans l'Ariège[22],[23],[24].
- Lavrovite : variété vanadifère de diopside, vert pomme, connue à Malo-Bystrinskoe, lac Baïkal, Irkutskaya Oblast, Sibérie, Russie.
- Schefférite (J. C. A. Michaelson) : variété manganésifère de diopside, de formule (Ca,Mn)(MgFeMn)Si2O6 décrite initialement à Långban, Filipstad, Värmland, Suède et dédiée au médecin, botaniste et chimiste suédois Henrik Teofilus Scheffer (en)[25],[26],[27].

Wallérite (Breithaupt) : synonyme désuet pour schefférite initialement dédiée au minéralogiste Johan Gottschalk Wallerius.
- Traversellite : variété de diopside en pseudomorphose d'amphibole décrite dans la Mine de Traversella, Vallée de Chiusella, Province de Turin en Italie[29].
- Violane (Breithaupt)[30] : variété mananésifère de diopside de couleur violette à bleu pâle, trouvée à Miniera di Prabornaz, Saint-Marcel d'Aoste, Val d'Aoste Italie.

## Galerie

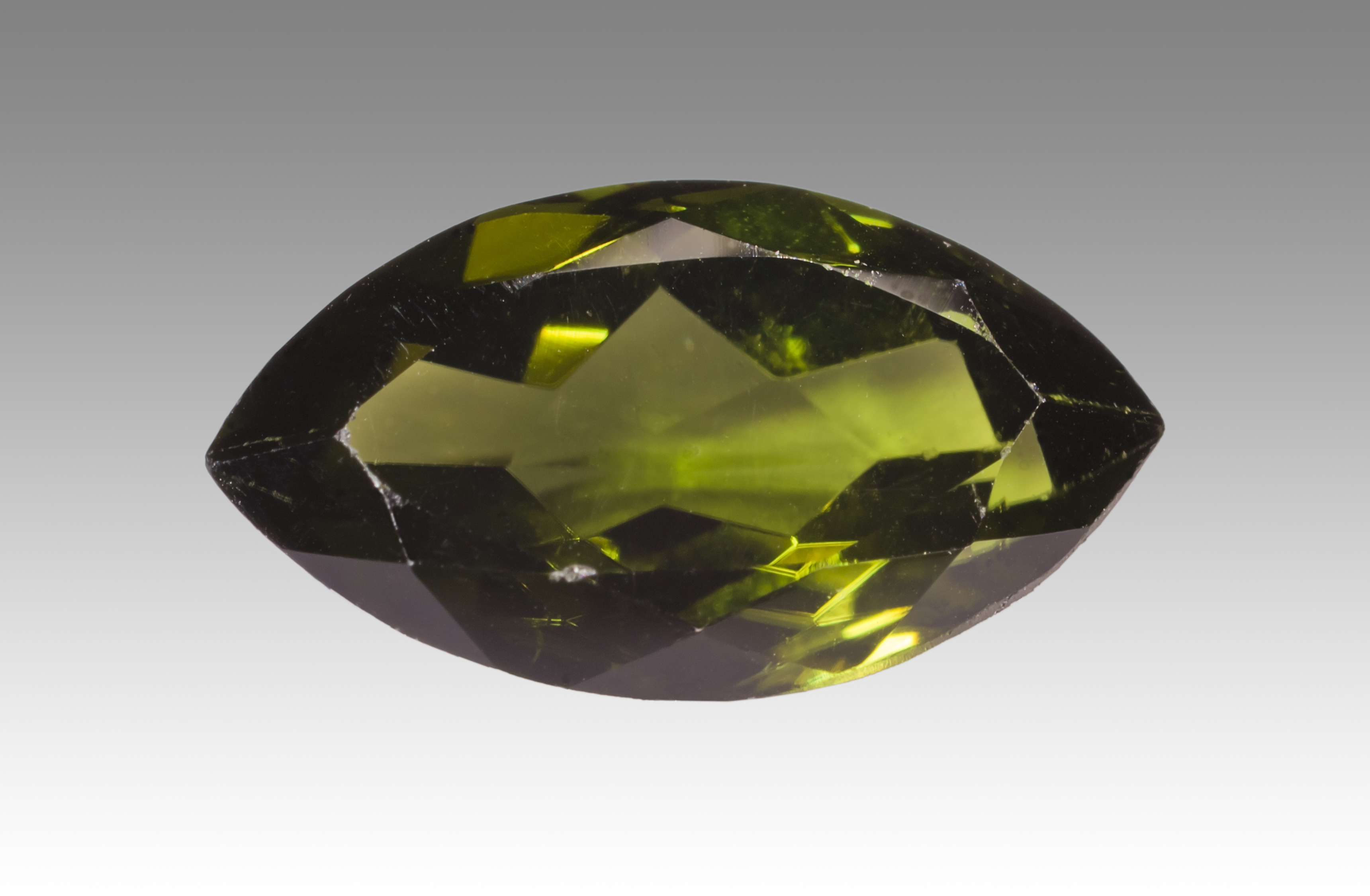
Diopside taillé - Madagascar
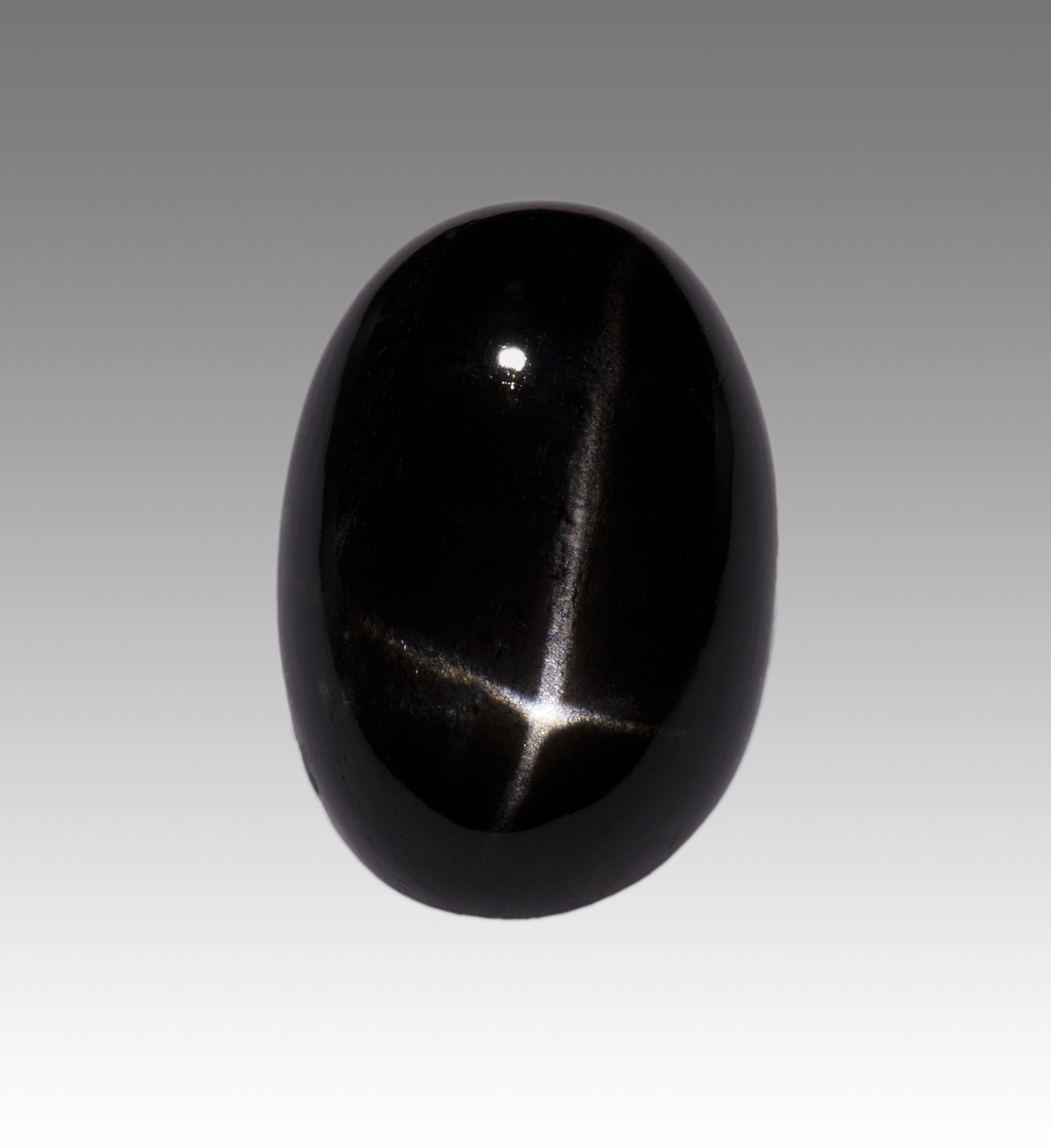
Diopside (cabochon astérié) - Inde
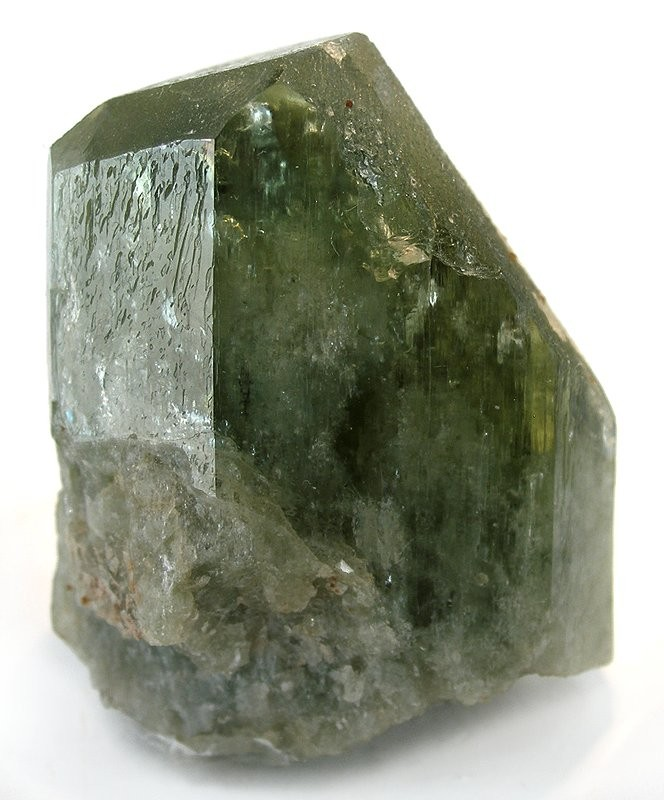
Diopside (dekalbite) - États-Unis

## Gisements remarquables
- États-Unis

De Kalb, De Kalb Township, Comté de St. Lawrence, New York (dekalbite)
- Italie

Bellecombe, Châtillon, Valle d'Aosta
Roch Neir, Alpe della Mussa, Piano della Mussa, Valle d'Ala, Turin, Piémont (Topotype)
Monti Ernici, Province de Rome, Latium (Fedorovite)

## Utilisations
Les pierres gemmes peuvent être taillées, le plus souvent en cabochon. Le diopside peut être étoilé, étoile à quatre branches due à des micro-inclusions bacillaires orientées de magnétite ; ces diopsides étoilés sont parfois commercialisés sous l'appellation fallacieuse de « saphir noir étoilé des Indes ».